# Terry Frankcombe
Terry Frankcombe – australijski judoka.
Startował w Pucharze Świata w latach 2009 i 2011. Brązowy medalista mistrzostw Oceanii w 2003 i 2010. Wicemistrz Australii w 2009 i 2010 roku.